# Елизаветинская (Ростовская область)
Елизаве́тинская (ранее Елизаве́товская) — станица в Азовском районе Ростовской области. Административный центр Елизаветинского сельского поселения.
Имеются памятники архитектуры XIX — начала XX веков.

## География
Расположена на острове в 4 км восточнее города Азова, в половодье бо́льшая часть населённого пункта затапливается. В центре находится площадь, которую называют «майдан».
В 2015 году впервые за всю историю существования станицы был построен мост через ерик Казачий, который позволил связать автомобильным движением находящуюся на острове станицу с другими населёнными пунктами Ростовской области.

### Улицы
- пер. 8 Марта,
- пер. Мира,
- пер. Садовый,
- ул. Советская,
- ул. Береговая,
- ул. Комсомольская,
- ул. Луговая,
- ул. Учительская.

## История
Станица Елизаветовская основана в 1753 году добровольными переселенцами из низовых донских станиц. После 1778 года в станицу переселились казаки расформированного Азовского полка. До 1807 года звалась Щучьей — из-за обилия щук, обитавших в притоках Дона. Щуки здесь по-прежнему ловятся в огромном количестве сетями, спиннингами и обычными удочками.
В конце XIX века Елизаветовская являлась станицей Ростовского округа области Войска Донского. В станице было 1552 дворов, 7632 жителей. Главным занятием жителей станицы было рыболовство; имелось до 120 рыбоснетных заводов. В станице было много каменных домов, два храма, станичное и церковно-приходское училища. В юрте станицы числилось 13 хуторов.
В числе бывших хуторов станицы: Рогожкин (совр. Рогожкино), Государев, Белокаменный, Бирючий, Водянский, Ельбуздинский, Калмыков, Колузаево, Лагутин, Мержанов, Морской Чулек, Обуховка, Орехов, Петровский, на правом берегу Дона хутор Синявский (совр. село Синявское), Усть-Койсуг, Шматов.
К началу Гражданской войны в станице Елизаветовская проживало около 10 тыс. жителей. (с хуторами — до 20 тыс.)

### Древняя история
Это место — одно из древнейших поселений Нижнего Дона. Оно возникло как сезонное стойбище кочевников-скифов в конце VI — начале V веков до н. э. На протяжении большей части V века до н. э. поселение оставалось зимником полукочевого населения, на что указывает отсутствие построек этого времени. К рубежу IV века до н. э. под воздействием греко-варварской торговли поселение превратилось в полуоседлое, а затем и в постоянное — городского типа. Выгодное расположение его позволило кочевникам поставить под контроль важнейшие торговые коммуникации, проходившие по землям Нижнего Дона. Во второй половине IV века до н. э. Елизаветовское городище превратилось в крупнейшее в Северо-Восточном Приазовье. Город стал административным, торговым и ремесленным центром всего региона, в котором, видимо, размещалась и ставка скифской родоплеменной знати. Частью его являлся греческий городской квартал, влившийся в структуру варварского поселения, которое стало теперь контактной зоной не только между греками и местными жителями, но и между различными этнополитическими объединениями кочевников.
Территория городища (площадь — около 44 га, Танаис — 20 га) была окружена двумя оборонительными поясами, каждый из которых состоял из глубокого рва и насыпей по сторонам. Близ городища находились курганы и могильники, наиболее известные из которых — группа курганов «Пять братьев». Функционирование поселения прекратилось на рубеже IV—III веков до н. э., очевидно, в связи с кровопролитными междоусобицами, которые охватили в это время Боспорское царство и в которые оказались вовлечены соседствующие боспорцам кочевые племена.
Последний этап в истории Елизаветовского поселения связан с основанием в конце 90-х годов III века до н. э. на территории покинутого городища греческой колонии-эмпории, возведённого боспорскими греками, греческое название предположительно Наварис (греч. Ναύαρις). Центральная часть покинутого городища была застроена жилыми и хозяйственными постройками на основе единого плана. Все дома создавались с использованием чисто эллинской строительной техники и представляли собой наземные строения на каменных цоколях с сырцовыми стенами. Но существование эмпория не было продолжительным. Поселение погибло не позднее 60-х годов III века до н. э. в результате военного разгрома в связи с продвижением племён сарматов на территорию Скифии.
Раскопки Елизаветовского городища велись с 1871 года, в том числе и археологом Миллером Александром Александровичем. В последнее время они ведутся силами Педагогического института Южного федерального университета, и до настоящего времени не завершены.

## Население
| 1989 | 2002 | 2010 |
| ---- | ---- | ---- |
| 166  | ↘132 | ↘102 |

Национальный состав
Согласно результатам переписи 2002 года, в национальной структуре населения русские составляли 98 %.

## Социальная сфера
В станице есть больница, библиотека, школа, почта.

## Достопримечательности
- Памятник погибшим героям. Памятник был сооружён в станице Елизаветинской на месте гибели самолёта, в котором погибли советские лётчики в годы Великой Отечественной войны 1941—1945 г. Вначале на этом месте был поставлен обелиск серебряного цвета, в верхней части которого была красная пятиконечная звезда. В 1977 году председателем сельского совета Савельевой Е. С. было принято решение поставить в станице новый памятник павшим воинам в центре станицы Елизаветинской на месте прежнего. В ноябре 1977 года памятник был сделан. В открытии памятника принимали участие все жители села. Открытый памятник представляет собой пьедестал с солдатом, держащим приспущенное знамя. Внизу на плите закреплена красная звезда. 9 мая 1978 года на мемориальных досках у памятника были высечены фамилии погибших воинов-земляков. Ежегодно 9 мая у памятника проводятся митинги, посвящённые празднику Победы[7].

В станице Елизаветинская Азовского района есть объекты культурного наследия регионального значения. К ним относятся:
- Здание атаманского Правления Елизаветовской (так писалась станица до советского периода) станицы;
- Усадьба атамана Буланова;
- Мужская церковно-приходская школа;
- Женская двухлетняя церковно-приходская школа;
- Дом торгового казака Бухарина;
- Дом казака Маноцкого.

В станице много памятников казачьей славы. Сюда после 1778 года переселились казаки расформированного Азовского полка. Здесь была построена церковь Покрова Пресвятой Богородицы, уничтоженная в 1937 году. В настоящее время рядом с её фундаментом построена часовня Покрова Пресвятой Богородицы.
В станице Елизаветинской проходят донской фольклорный фестиваль и праздник донской ухи.